# Невилл, Чарльз, 6-й граф Уэстморленд
Чарльз Невилл (англ. Charles Neville; между 18 августа 1542 и 28 августа 1543 — 16 ноября 1601) — английский аристократ, 6-й граф Уэстморленд, 9-й барон Невилл из Рэби и 5-й барон Невилл в 1564—1571 годах, сын Генри Невилла, 5-го графа Уэстморленда, и Анны (Энн) Маннерс.
Поскольку его старший брат умер раньше отца, именно Чарльз в 1564 году унаследовал все владения и титулы отца. В 1569 году он стал одним из предводителей Северного восстания против королевы Елизаветы I. Однако восстание было быстро подавлено, а сам Чарльз бежал сначала в Шотландию, а позже перебрался в Испанские Нидерланды. Все его владения и титулы в 1571 году были конфискованы.
Остаток жизни Чарльз провёл в доме, получая пенсию от короля Испании и служа в его армии. Он умер в долгах 16 ноября 1601 года в Ньивпорте.

## Происхождение
Чарльз происходил из старшей ветви аристократического английского рода Невиллов, который был вторым по значимости родом в Северо-Восточной Англии после рода Перси. Он был вторым, но единственным выжившим сыном Генри Невилла, 5-го графа Уэстморленда. Его отец был видным сторонником королевы Марии I, что сказывалось на последующих политических взглядах Чарльза. Его мать, Анна (Энн) Маннерс (ум. после 27 июня 1549), была дочерью придворного Томаса Маннерса, 1-го графа Ратленда, и Элеанор Пэстнон.

## Молодые годы
Чарльз родился между 18 августа 1542 года и 28 августа 1543 года. Он воспитывался, вероятно, католиком в родовом замке Рэби. Поскольку его старший брат умер раньше отца, то именно Чарльз стал наследником. Между 1549 и 1564 годом он получил титул учтивости «лорд Невилл». 19 июля 1553 года он, хотя и был ещё ребёнком, подписал документ о провозглашении королевой Марии I Тюдор.
В 1563 или 1564 году он женился на Джейн Говард, дочери Генри Говарда, графа Суррея, что, судя по всему, связало его с католической партией, противостоящей королеве Елизавете I. После смерти отца 10 февраля 1564 году Чарльз унаследовал его владения и титулы, включая титул графа Уэстморленда. Однако впервые своё место в палате лордов он занял только 30 сентября 1566 года. Несмотря на титул, его основные владения находились не в графстве Уэстморленд в Северо-Западной Англии, а в Северо-Восточной Англии, в основном в графстве Дарем. В отличие от своих соседей, Перси, у Невиллов была репутация добрых землевладельцев, арендаторы которых получали земли на долгий срок (обычно на 21 год). Так королевский геодезист после 1569 года отмечает, что в маноре Брансепет арендаторы богаты и солидны, а их земли достаточно хороши, а владеют они ими по многу лет. Граф Уэстморленд был одним из самых влиятельных северных магнатов, у него было много родственников. Кроме того, в его ближнее окружение входили представители крупных дворянских семей.

## Северное восстание
Несмотря на верность его отца королевской семье, граф Уэстморленд оказался одним из лидеров Северного восстания против королевы Елизаветы I. При этом он был, скорее, некомпетентным недовольным, чем холодным и расчётливым лидером мятежников. Его родственники-католики, в первую очередь, Кристофер Невилл, младший брат его отца, а также другие северные лорды, оказывали на него сильное влияние, чтобы он присоединился к восстанию. Подталкивала его к этому и жена, Джейн Говард, чему способствовали интересы её брата.
В 1565 году Фрэнсис Рассел, граф Бедфорд, встречался в Морпете с графом Уэстморлендом и считал его верным короне, хотя тот волне мог и скрывать свои истинные политические устремления. В результате он в марте 1569 года входил в состав Совета Севера и получил назначение на должность комиссара по сборам в Дареме, хотя уже в это время был в составе мятежников. Правда первоначально он отказался от участия в мятеже, считая подобное бесчестным. В это время он, судя по всему, был в составе оппозиции, пытаясь противостоять религиозным реформам, но открыто не бунтовал. Однако «злые советники» убедили его в том, что королевское правительство занимает непримиримую позицию к нему и его раньше или позже уничтожит. Этому также способствовало чувство изоляции, когда герцог Норфолк, брат его жены, чьи планы жениться на бывшей шотландской королеве Марии Стюарт он поддерживал, был вызван для объяснений ко двору, где открестился от своих союзников. В результате граф Уэстморленд присоединился к мятежникам, возглавив их вместе с Томасом Перси, графом Нортумберлендом.
О том, что граф Уэстморленд замышляет против английской короны, стало известно осенью 1569 года: в сентябре он и граф Нортумберленд встречались в Йорке с графом Сассексом, возглавлявшим Совет Севера, с которым они были в дружеских отношениях. Однако вскоре тот начал сомневаться в их лояльности, а также вскрылось, что графы Уэстморленд и Нортумберленд вели переписку с испанским послом. В начале ноября по совету графа Сассекса оба графа внезапно были вызваны в Лондон, чтобы объявить о своей верности короне, но те отказались приехать.
14 ноября граф Нортумберленд написал письмо с извинениями, заявляя о верности короне, однако мятежники понимали, что раскрыты, среди них началась паника и они преждевременно начали восстание. 15 ноября в дом графа Нортумберленда прибыло несколько солдат с приказом арестовать его в качестве меры предосторожности, но тому удалось ускользнуть и прибыть в дом графа Уэстморленда в Брансепете. Там оба графа выпустили прокламацию о своём намерении восстановить католическую веру, призывая к себе сторонников, а также о намерении освободить бывшую королеву Шотландии Марию Стюарт, которая находилась в заключении в Татбери. К графам и их людям присоединились многие соседи, в итоге они оказались во главе армии из 1700 всадников и 4 тысяч пехотинцев. Хотя всадники были хорошо тренированными воинами, пехотинцы по большей части представляли собой недисциплинированную толпу. 16 ноября армия двинулась в Дарем, где была проведена католическая месса, а также были сожжены англиканские богослужебные книги. 17 ноября они двинулись на юг, в Дарлингтон, а затем в сторону Йорка. Они не стали нападать на Йорк, миновав его. Между 18 и 20 ноября граф Нортумберленд посетил Ричмонд, Норталлертон и Боробридж, призывая их жителей присоединиться к восстанию. 20 ноября оба графа вместе с графиней Нортумберленд присутствовали на мессе в Рипоне. В это же время один из их отрядов занял Хартлпул, чтобы обеспечить связь с континентом, откуда восставшие ждали помощи. 22 ноября основная армия восставших собралась у Клиффорд Мура.
Марию Стюарт в это время уже спешно вывезли из Татбери в Ковентри. 26 ноября в Виндзоре лидеры мятежников были торжественно провозглашены предателями. В это же время сэр Джордж Боуз собрал армию и укрепился в замке Барнард, в то время как сэр Джон Форстер и сэр Генри Перси, брат графа Нортумберленда, собирали войска на границе. Лидеры восставших сначала планировали двинуться на Йорк, в котором находился граф Сассекс, но, узнав о собранных тем войсках, изменили планы. Граф Уэстморленд двинулся на замок Барнард, осадив его. Джордж Боуз успешно оборонялся 11 дней, но из-за предательства гарнизона ему пришлось сдать замок в обмен на свободу, после чего он присоединился к графу Сассексу. Сам же граф Уэстморленд отступил в Рэби, преследуемый армией Джона Форстера и Генри Перси.
Граф Нортумберленд удалился в Топклифф, куда 11 декабря двинулся из Йорка граф Сассекс. Когда он продвинулся на север, графы Уэстморленд и Нортумберленд объединили свои силы и отступили к границе. В итоге восстание было подавлено. 16 декабря Хексеме мятежные графы распустили своих последователей, призвав их спасаться самостоятельно, а сами бежали в Шотландию, найдя убежище в Лиддерсдейле.
Хотя восстание оказалось почти бескровным (погибших было не очень много), но правительство обрушило на мятежников жесткие репрессии. Главные лидеры бежали, но более 800 повстанцев были казнены. В любом поселении, которое оказало помощь мятежникам, совершались казни, служащие предупреждением для других.

## Жизнь в изгнании
Мятежные графы первоначально нашли убежище в Шотландии. Графу Уэстморленду в своём замке Фернихёрст предоставил убежище сэр Джон Керр. Графу Норфолку повезло меньше: его выдали регенту Шотландии Джеймсу Стюарту, графу Морею.
Судя по всему, граф Уэстморленд предпринял несколько неудачных попыток вернуться в Англию. К нему прибыл английский эмиссар, сэр Роберт Констебль, с которым он находился в родстве. Он предложил Чарльзу вернуться в Англию, обещая пристанище в своём доме, откуда тот мог подать просьбу о помиловании. Однако переговоры успехом не увенчались. Граф Нортумберленд в итоге был выдан регентом Шотландии англичанам и казнён, а граф Уэстморленд в 1570 году отбыл из Абердина в Испанские Нидерланды. Сначала он жил в Лувене и, скорее всего, был обеспечен деньгами, поскольку мог содержать двенадцать или тринадцать слуг. Король Испании назначил ему пенсию в двести крон в месяц.
В 1571 году все владения и титулы Чарльза были конфискованы. При этом поместья в графстве Дарем отошли не к епископу, а к короне. Родовой замок Рэби оставался в королевской собственности до того, как около 1645 года не был куплен сэром Гарри Вейном.
Информация о дальнейшей жизни Чарльза достаточно скудная. В январе 1572 года он был одним из представителей английских изгнанников, который просил в Брюсселе короля Филиппа II поддержать заговор Ридольфи против Елизаветы I. Позже Чарльз постоянно пытался договориться о возвращении в Англию, но единственным результатом, судя по всему, были неудачные попытки похитить его со стороны английского правительства в 1575 и 1586 годах. Около 1577 года он перебрался в Маастрихт. Ходили слухи, что он дружил с Хуаном Австрийским, но, очевидно, он не имел с ним никаких официальных отношений. В 1580 году он был полковником в составе отряда английских беженцев на испанской службе, а в марте 1581 года он отправился в паломничество в Рим. В 1583 году он был назначен капитаном всех английских войск под командованием Александра Фарнезе, герцога Пармского и в июле 1584 года чуть не попал в плен под Тернёзеном. В 1588 году он вновь присоединился к герцогу Пармскому для неудачного похода Непобедимой армады. Утверждалось, что в позднем возрасте он вёл распутную жизнь, а в 1583 году его описывают как «человека, совершенно истощённого распутностью и Божьим наказанием». В 1600 году он жил в Брюсселе, подумывая о новом браке, но умер в долгах 16 ноября 1601 года в Ньивпорте.
Жена Чарльза, Джейн Говард, не последовала за мужем в изгнание. Её описывают как мужественную женщину. Она жила на пенсию, которую ей назначила королева Елизавета. Вначале её размер был 200 фунтов в год, позже её увеличили до 300 фунтов. Умерла Джейн в 1593 году. Единственный сын Чарльза и Джейн умер в младенчестве, также у них было минимум 4 дочери.
После смерти Чарльза претензии на титул предъявлял Эдмунд Невилл (до 1555—1620), английский придворный, сын Ричарда Невилла (ум. 1590), владельца маноров Пенвин и Уайк Сапи в Вустершире, однако его претензии были отвергнуты. Только в 1624 году титул графа Уэстморленда (без титула барона Невилла) был воссоздан для Фрэнсиса Фэйна, внука по матери Генри Невилла, 4-го барона Абергавенни, потомка первого графа Уэстморленда.

## Брак и дети
Жена: с 1563/1564 Джейн Говард (ум. ок. июня 1593), дочь Генри Говарда, графа Суррея, и Фрэнсис де Вер. Дети:
- Маргарет Невилл; муж: Николас Падси[15][16].
- Кэтрин Невилл; муж: сэр Томас Грей[15][16].
- Анна Невилл; муж: Дэвид Инглби[15][16].
- Элеанор Невилл (ум. до 25 июня 1604)[15][16].
- N де Невилл (1569 — 21 апреля 1571), лорд Невилл[15][16].